# Peroideae
Peroideae es una subfamilia de plantas de la familia Euphorbiaceae. Árboles arbustos, con tricomas estrellados o escamas, pelos simples, o glabras. Plantas no-suculentas. Hojas alternas u opuestas; cortamente pecioladas; no-envainadoras; simples. Laminas enteras. Hojas estipuladas o estipuladas. Márgenes enteros. 

## Géneros
- Chaetocarpus
- Clutia: unas 70 especies.
- Pera:  unas 40 especies.
- Pogonophora
- Trigonopleura